# Paraquedismo nos Jogos Mundiais de 2009
As competições de paraquedismo nos Jogos Mundiais de 2009 estavam previstas para ocorrer entre 17 e 19 de julho no Metropolitan Park. Devido à tempestade tropical Molave, as provas só foram encerradas no dia 21. Cinco eventos foram disputados.

## Quadro de medalhas
| Ordem | País           | Medalha de ouro | Medalha de prata | Medalha de bronze |    |
| ----- | -------------- | --------------- | ---------------- | ----------------- | -- |
| 1     | Estados Unidos | 2               | 1                |                   | 3  |
| 2     | França         | 1               |                  | 1                 | 2  |
| 3     | Canadá         | 1               |                  |                   | 1  |
| 3     | Alemanha       | 1               |                  |                   | 1  |
| 5     | Rússia         |                 | 2                | 1                 | 3  |
| 6     | Noruega        |                 | 1                |                   | 1  |
| 6     | Eslováquia     |                 | 1                |                   | 1  |
| 8     | Austrália      |                 |                  | 1                 | 1  |
| 8     | Brasil         |                 |                  | 1                 | 1  |
| 8     | Grã-Bretanha   |                 |                  | 1                 | 1  |
| TOTAL | TOTAL          | 5               | 5                | 5                 | 15 |

## Medalhistas
| Evento                       | Ouro                                                                                  | Prata                                                                                            | Bronze                                                                                 |
| Precisão de pouso (detalhes) | GER Stefan Wiesner                                                                    | SVK Robert Juris                                                                                 | RUS Liubov Ekshikeeva                                                                  |
| Dossel pilotagem (detalhes)  | CAN Jason Moledzki                                                                    | USA Nicholas Batsch                                                                              | BRA Marat Leiras                                                                       |
| Dossel formação (detalhes)   | USA Estados Unidos Christopher Gay Elizabeth Godwin Mark Gregory                      | RUS Rússia Sergey Kulakov Igor Pugachev Sergey Vibe                                              | AUS Austrália Craig Bennett Julia McConnel Michael Vaughan                             |
| Formação (detalhes)          | USA Estados Unidos Andrew Delk Craig Girard Mark Kirkby Steven Nowak Eliana Rodriguez | RUS Rússia Michael Kuznetsov Vladimir Pavlenko Andrey Seliverstov Oleg Shalamykhin Sergey Shenin | FRA França Guillaume Bernier Mathieu Bernier Julien Degen Fabrice Rieu Jeremie Rollett |
| Voo livre (detalhes)         | FRA França Cathy Bouette Frederic Fugen Vincent Reffet                                | NOR Noruega Havard Flaat Mathias Holtz Kristian Moxnes                                           | GBR Grã-Bretanha Michael Carpenter Alberto Fuertes Adam Mattacola                      |